# جون دبليو. ولز
جون دبليو. ولز (بالإنجليزية: John West Wells)‏ هو جيولوجي وأحيائي أمريكي، ولد في 15 يوليو 1907 في فيلادلفيا في الولايات المتحدة، وتوفي في 12 يناير 1994 في إثاكا في الولايات المتحدة.